# Лојтенбах (Горња Франконија)
Лојтенбах (њем. Leutenbach) град је у њемачкој савезној држави Баварска. Једно је од 29 општинских средишта округа Форххајм. Према процјени из 2010. у граду је живјело 1.752 становника. Посједује регионалну шифру (AGS) 9474147.

## Географски и демографски подаци
Лојтенбах се налази у савезној држави Баварска у округу Форххајм. Град се налази на надморској висини од 339 метара. Површина општине износи 19,4 km². У самом граду је, према процјени из 2010. године, живјело 1.752 становника. Просјечна густина становништва износи 90 становника/km².